# Modell (foglalkozás)

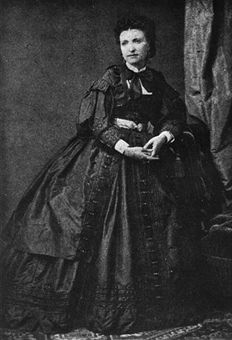
Marie Augustine Worth a világ legelső divatmodellje a korai 1850-es években

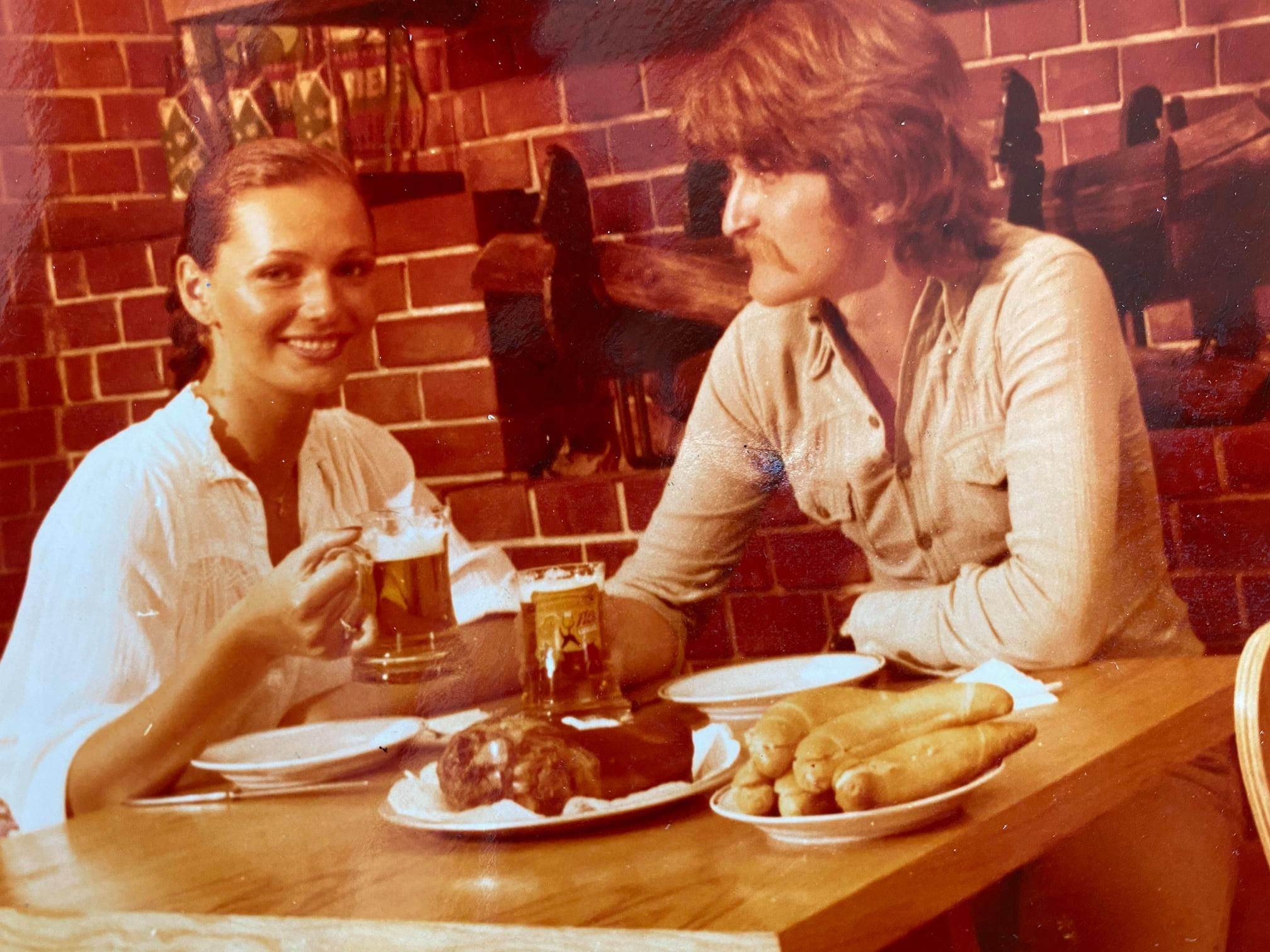
Bolyos Ibolya és Nyerges Miklós (Tulok András fotója)

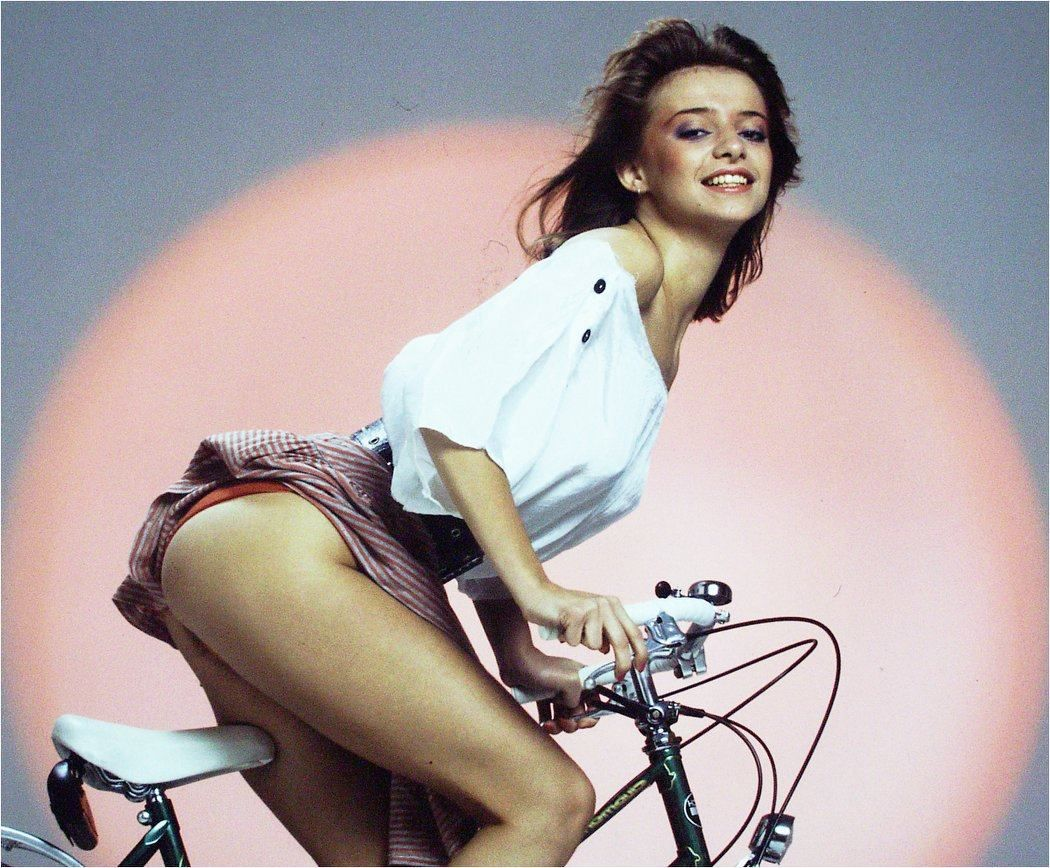
Oláh Emese portréja (Tulok András fotója)

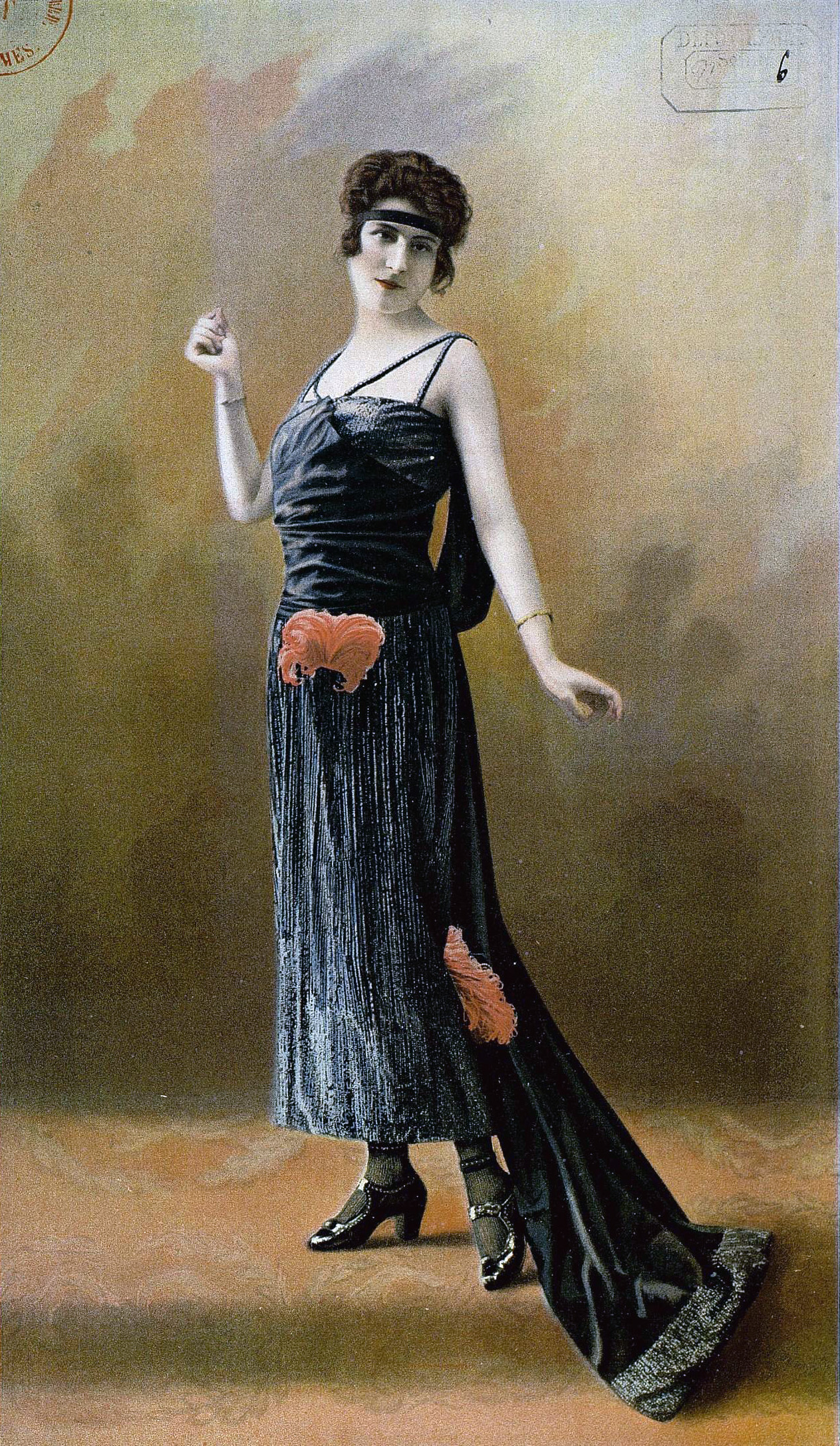
Divatmodell 1919-ben

A modell vagy manöken (maneken) általában a divat és egyéb termékek, áruk, trendek bemutatását, ismertetését, a vásárlási kedv növelését, illetve alkotó, művészi gondolatok megvalósítását szolgáló és/vagy segítő foglalkozás, az ezt a tevékenységet végző személyt modellnek vagy manökennek nevezik.

## Típusai
- modell vagy fotómodell
- divat-, reklámmodell

- manöken (árubemutató)-hostess, reklámarc

- sztármanöken
- szupermodell
- művészi modell

- aktmodell
- glamour

## Történet
Az európai kultúrkörben már az ókori görög művészek is aktmodellek után dolgoztak, ám a középkorban ez visszaszorult, illetve egyházi hatásra csak szimbolikus mondanivaló kifejezéseként – mint például Jan van Eyck, genti oltárképén – fordult elő. A 15. században a mesterek általában a női aktokhoz is férfi modelleket használtak. A női modellek alkalmazása csak az 1500-as évek után vált általánossá. Azóta a művészeti képzés fontos eleme mind műtermi, mind akadémiai gyakorlatban. Az akt fogalma a 20. század végére kiterjedt a ruhátlan emberi test minden művészi ábrázolására.
Az első divatmodell-ügynökség megalapítója, és így az első, aki hivatásszerűen alkalmazott a divatszakmában élő manökeneket, Charles Frederick Worth volt, az 1800-as években. A szolgáltatást az előtte alkalmazott maneken babák kapcsán Madame Mannequin néven vezette be. Marie Augustine Worth volt az első "élő próbababa", és őt tartják az első divatmodellnek.
A 70-es években Magyarországon a fotómodellek a reklámfotókon, hacsak nem a ruha maga volt a reklámozott tárgy, a saját ruháikat, cipőiket, kiegészítőiket viselték, és többségében maguknak készítették el a sminkjüket, a frizurájukat. A bemutatók, fotózások előtt inkább csak igazítottak rajta a profik, ha szükség volt rá.
Magyarországon az 1970-es években Aszalós Károly és Baross Imre, az Artistaképző Intézet igazgatói, együtt szervezték meg az első manökenképzést és annak képesítési rendszerét.
A Magyar Divatintézet kitalálta, hogy …írassa rendes iskolába manökenjeit az őket foglalkoztató Magyar Hirdető. Kézenfekvő választásnak bizonyult a Balettintézet, ahol aztán három hónapos képzés keretében okították a profi és a kezdő modelleket az intézmény tanárai, mit is lehet kezdeni a kifutón hosszú percekig egy esernyővel, hogyan kell elegánsan leülni, lépdelni. A könnyed mozgású gazellákat némileg megzavarta a tananyag: a spicchez és leszorított kézfejekhez szokott szigorú oktatók feszes balerinává próbálták faragni tanítványaikat. A legvidámabb barakk divatvilágának első és egyetlen „szakképzése" eleinte mindenképp sokkolta a - szezonban napi két-három bemutatót, több reklámfilmet és fotózást is bonyolító - profi modelleket, hisz hivatalos iskola híján már rég kitanulták a szakmát a francia újhullámos filmekből. Profi módon jártak, sminkeltek, fésülködtek, Brigitte Bardot után szabadon.
2020. évben új hullám a divatvilágban: a 60+-os, az „ezüstmodellek”. A divatvilág képviselői rájöttek: a szépség nem csak a fiatalságé, hanem a méltatlanul elfeledett, ősz hajú generációnak is szerepe van a szépségiparban. Magyarországon Vámos Magda fedezte fel 2017-ben, a Coco Chanel hasonmását és avatta manökenné Nagy Edit"Coco"-t, aki a 70-es éveiben jár.

## A szupermodell fogalom kialakulása

### „I am not Superman, I am a supermodel”

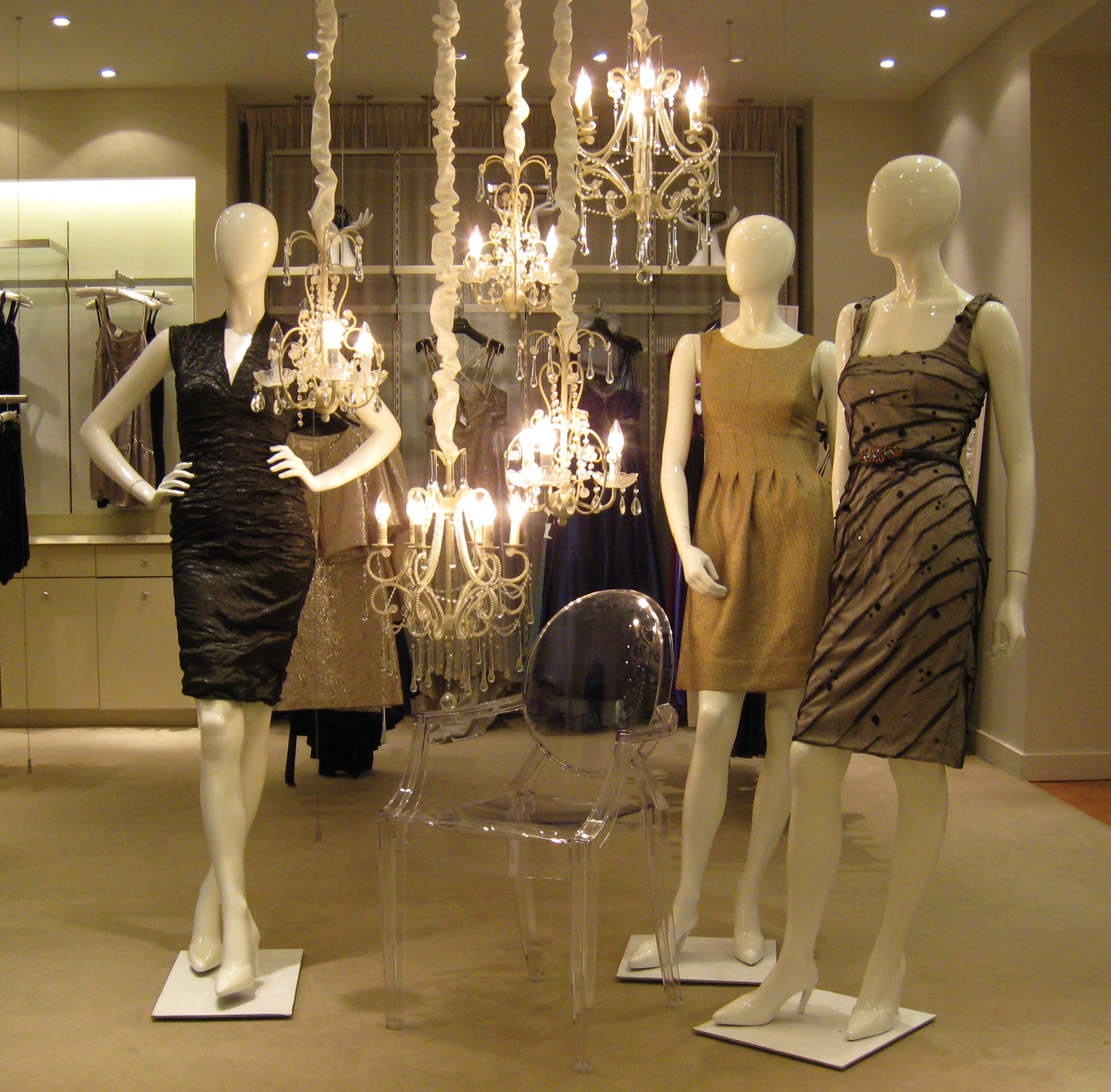
Az 1800-as évekig a ruhákat próbababuk mutatták be, Marie Augustine Worth manöken volt az első "élő próbababa"

Egy történet szerint Janice Dickinson az első önjelölt szupermodell. Szerinte amikor egyszer az ügynöke felhívta a figyelmét arra, hogy túl sokat dolgozik, amivel vigyáznia kellene, mert nem egy Superman, mire Dickinson csak annyit válaszolt, „lehet, hogy nem Szuperman, hanem egy szupermodell vagyok!”.
Más beszámoló szerint a szupermodell fogalom megjelenése és kialakulása az 1960-as évek első divatikonjának, Twiggynek köszönhető.
Magyarország első szupermodellje a légiesen karcsú, arisztokratikus megjelenésű Keresztes Orsi volt az 1960-as években, aki elsők között szerepelt a párizsi nagy divatházak bemutatóin, így a Nina Ricci kifutóján is, de a legszebb hazai haute couture modelleket is ő viselte.
A divatmodell jelenség kiteljesedése az 1980-as és 1990-es években évekre tehető olyan nevezetességekkel, mint Cindy Crawford, Claudia Schiffer, Linda Evangelista, Naomi Campbell, Christy Turlington, Sas István filmrendező szerint „minden idők legszebb manekenje” – Lantos Piroska.

### Sztármanöken
Az 1970-es évekig használták a kifejezést. Az Állami Artistaképző Intézetben 1974-ben indult az első manöken tanfolyam, ahol már fotómodell, illetve manöken oklevelet kapott a végzett manöken.

### Manöken Feor: 5122-04

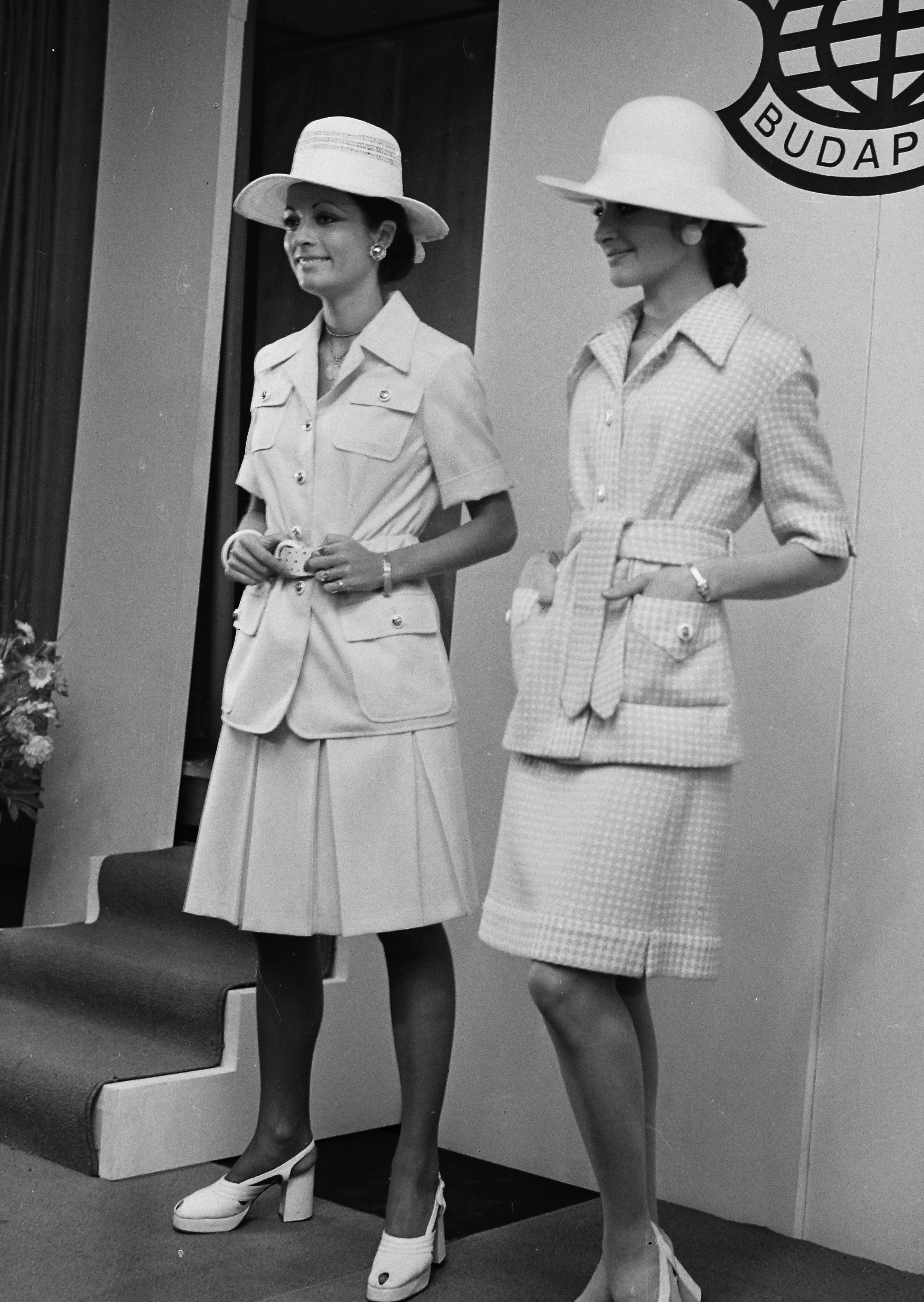
Ruhabemutató 1973-ban, balra Csató Mari manöken

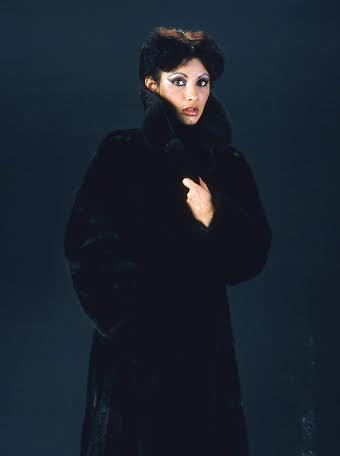
Szedres Mariann fotómodell, manöken egy bundát mutat be az 1980-as években

Magyarországon az 1970-es évek elején vetődött fel komoly formában egy egységes, többoldalú alkalmazásra szolgáló foglalkozási jegyzék kidolgozásának igénye,így a Foglalkozások Egységes Osztályozási Rendszere (FEOR–08) meghatározása szerint a modell, manöken rendezvényeken, termékbemutatókon, szakmai kiállításokon, és más eseményeken, illetve reklámokban divat és egyéb termékeket, árukat mutat be. 
Ismertebb divatmodell volt a hetvenes-nyolcvanas években, többek közt „Pataki Ági, az érzékien ártatlan Fabulon-lány és a Metál Lady Bíró Ica.”
A modell vagy más elnevezéssel manöken jellemző tevékenységei:
- a manöken válogatásokra (castingokra) jár
- viseli, használja a kötelező formai kellékeket, ruházatot (manökenként szükség szerint cseréli azokat)
- divatbemutatókon a kifutón, illetve magazinokban megjelenő fotókon bemutatja a ruhatervezők kollekcióit
- reklámokban modellként szerepel

### Hostess, reklámarc, divatmodell Feor: 5122-02
- a feladatról egyeztet a megrendelővel, megbízóval
- tájékozódik a munkaterületről (pl. árubemutató esetében a bemutató helyszínéről)
- átveszi, átnézi a termék-, illetve divatbemutatón használatos eszközöket, ruhadarabokat
- árubemutatókon közreműködik a standok elkészítésében, berendezésében, a tájékoztató feliratok kihelyezésében
- előkészíti, kínálja a reklámozandó terméket, árut (pl. élelmiszerkóstolásnál)
- fogadja az érdeklődőket, vendégeket
- ismerteti, bemutatja az eladásra kínált áruk, termékek jellemzőit és használatát
- igyekszik felkelteni a vásárlók érdeklődését
- árubemutatók után a megmaradt termékeket összecsomagolja
- ruházati termékeket mutat be az érdeklődőknek, kereskedőknek és leendő vásárlóknak egyaránt
- árumintákat ad át, katalógusokat és reklámanyagokat oszt ki az érdeklődőknek
- tájékoztatást, információt nyújt a vásárlási lehetőségekről, a termék fő jellemzőiről
- reklámokban modellként szerepel

Magyarországon például Komjáthy Ágnes - Skála Budapest Nagyáruház-, Bakos Ilona, Pataki Ágnes - Fabulon, Takács Éva (modell) - S-modell és Szedres Mariann - a Centrum Áruházak, Liener Márta pedig a Sugár Áruház reklámarca volt.

### Modell pszichikai tényezők feor: 5122-05
- aki nem tud alkalmazkodni, lelkileg instabil, vagy hisztis, az akármilyen jól is néz ki, nem tud érvényesülni ebben a szakmában
- az adott mozdulatsorok, illetve ismertetők gyakori ismétlése jó monotóniatűrést igényel
- a toleranciát próbára tevő magatartásformák megfelelő kezelése és előítélet mentesség szükséges
- az emberekkel való közvetlen kapcsolat sokszor empátiát, tapintatot követel
- pszichés terhelést jelenthet a divatirányzatok, trendek és a megrendelő által támasztott elvárásoknak való folyamatos megfelelé[17]

## Híres szupermodellek

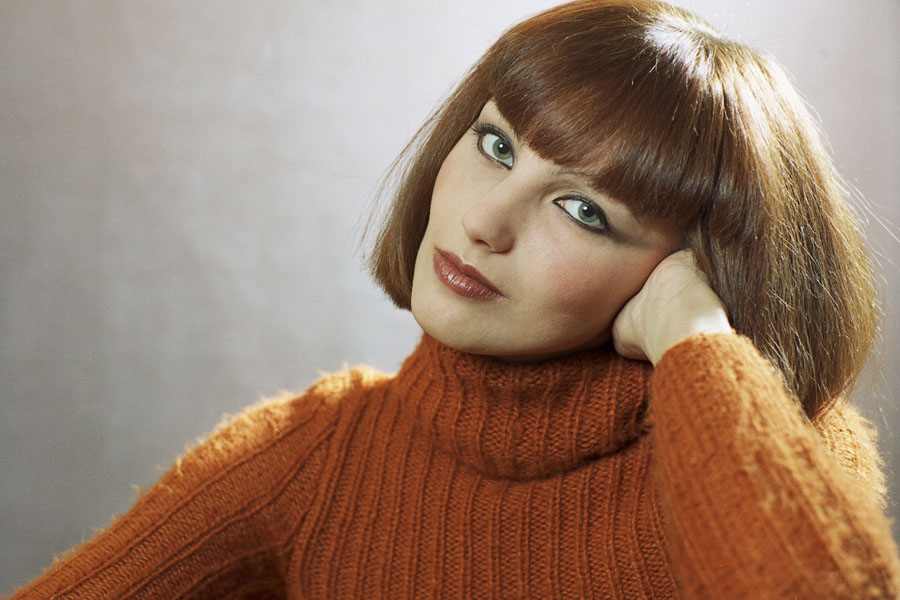
Lantos Piroska
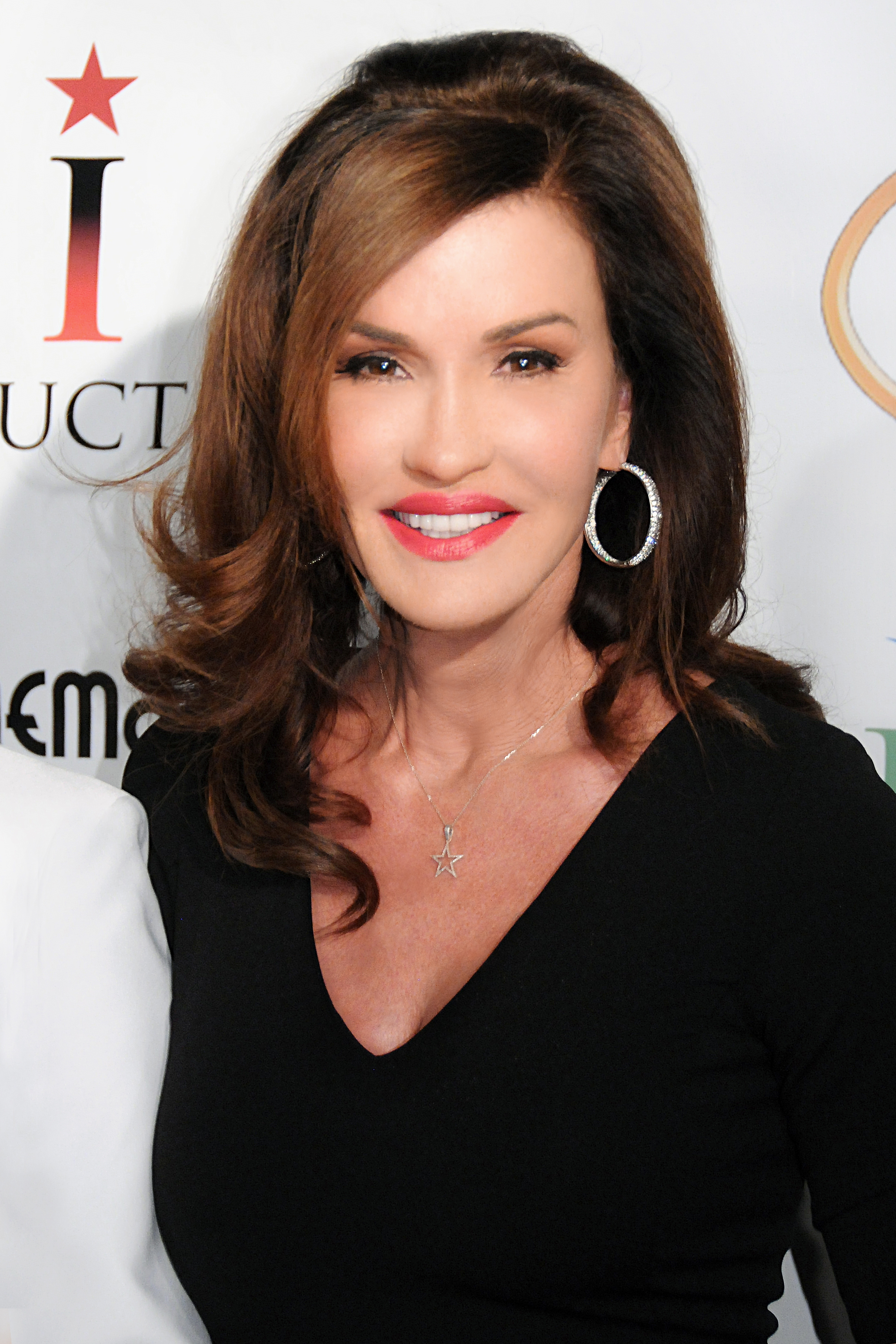
Janice Dickinson
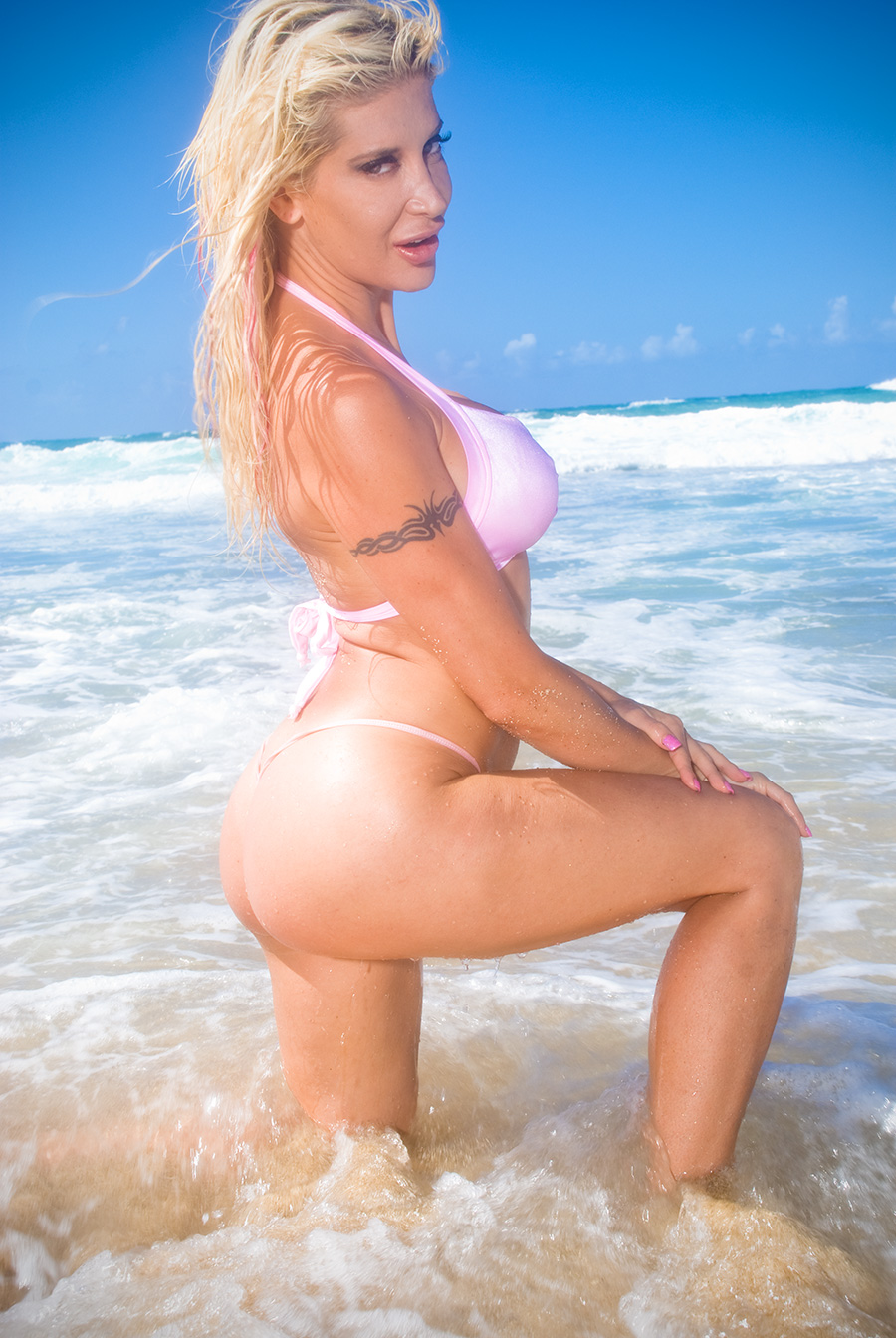
Angelique Morgan
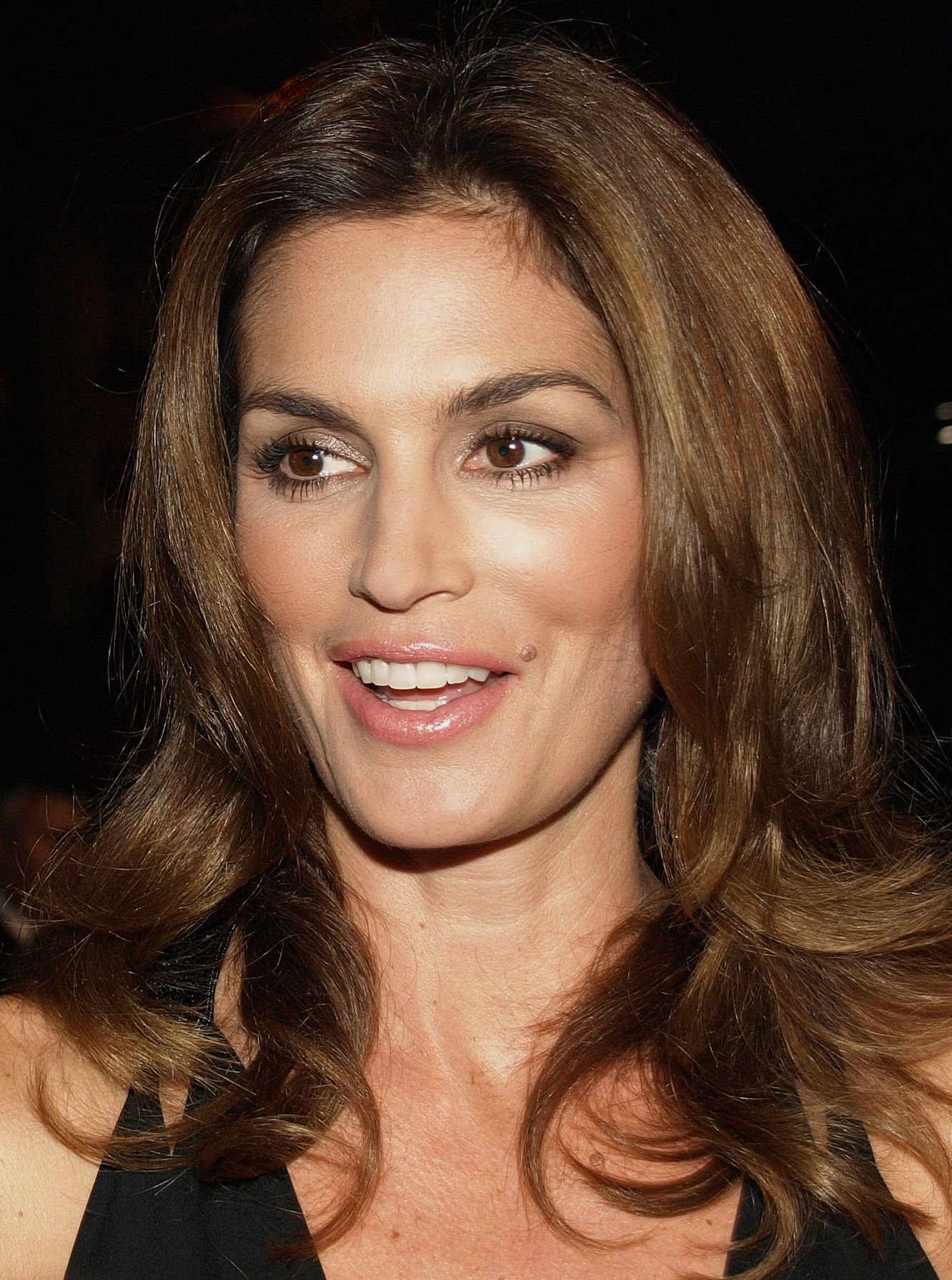
Cindy Crawford
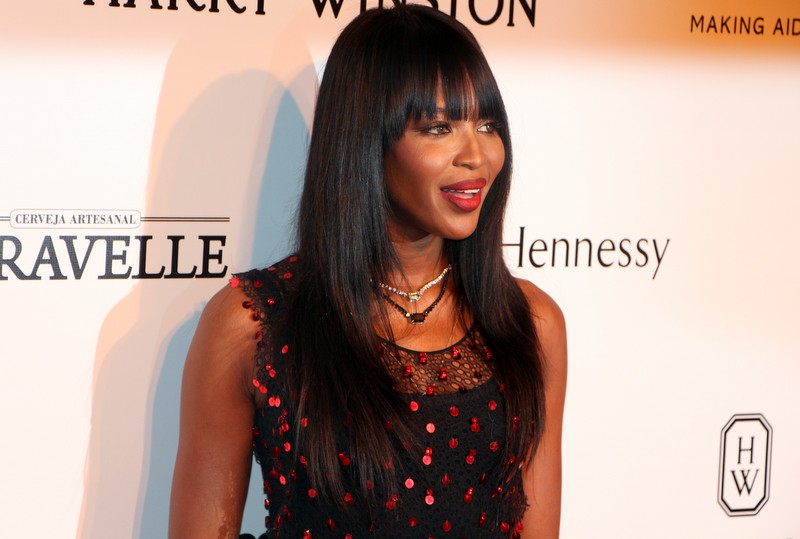
Naomi Campbell
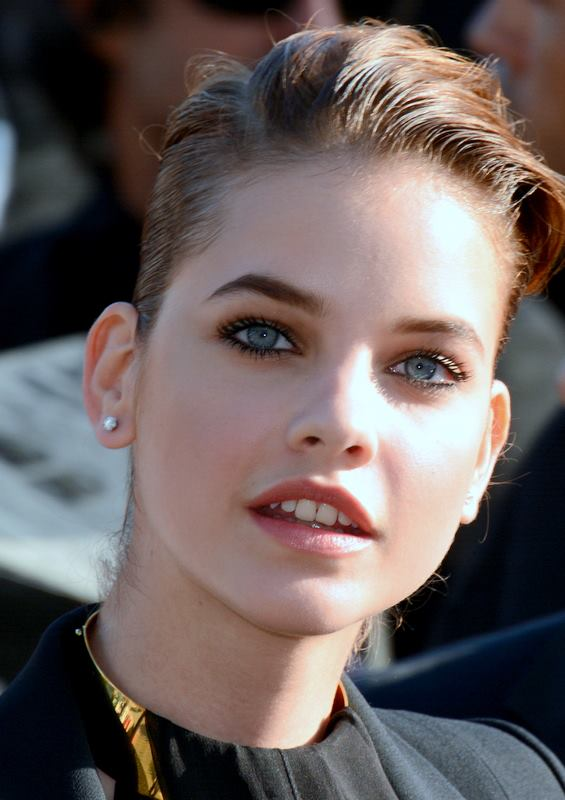
Palvin Barbara